# 放送教育
放送教育（ほうそうきょういく）とは、教師及び児童生徒が、単・双方向のやり取りが可能な放送番組を活用して、物語を楽しみながら、知識・理解、思考・判断・表現、学びに向かう力などの習得方法を学ぶことをいう。